# Carinoturris adrastia
Carinoturris adrastia é uma espécie de gastrópode do gênero Carinoturris, pertencente a família Pseudomelatomidae.